# Partijraad
Een partijraad is een belangrijk gremium binnen bepaalde politieke partijen. De partijraad vertegenwoordigt de leden van de partij tussen partijcongressen door. Hoe de partijraad is georganiseerd verschilt sterk van partij tot partij, en van land tot land.

## In Nederland
Of er een partijraad bestaat en hoe die is georganiseerd verschilt van partij tot partij. De partijraad bestaat in het algemeen uit vertegenwoordigers van de leden, die gekozen zijn afdelingsverband. In het algemeen neemt de partijraad beslissingen die te controversieel of belangrijk zijn om aan het partijbestuur over te laten, maar die niet kunnen wachten op een vergadering van het partijcongres.
| Partij                           | Naam van het gremium | Aantal leden                                                      | Samenstelling | Bevoegdheden | Bron        |
| -------------------------------- | -------------------- | ----------------------------------------------------------------- | --- | --- | ----------- |
| VVD                              | Partijraad           | 86                                                                | verkozen door kamercentrales. Er zijn ook nog adviserende leden van de partijraad, waaronder de ereleden van de VVD | Adviseren van de fractie en het partijbestuur; politieke uitspraken doen | [ 2 ]       |
| SP                               | Partijraad           | varieert (afh. van het aantal afdelingen, anno 2010 meer dan 150) | Voorzitters van de afdelingen en het partijbestuur                                                                  | Hoogste orgaan van de partij. Stelt de algemene politiek lijn vast en controleert de partijfinanciën. Is in tegenstelling tot veel andere partijen belangrijker dan het partijcongres. | [ 3 ] [ 4 ] |
| ChristenUnie                     | Unieconvent          | varieert (afh. van het aantal afdelingen)                         | Voorzitters van de afdelingen                                                                                       | Adviseert het partijbestuur; stelt de lijst voor Eerste Kamerverkiezingen vast. | [ 5 ]       |
| Staatkundig Gereformeerde Partij | Raad van Advies      | 29                                                                | verkozen door provinciale afdelingen                                                                                | Adviseren van het partijbestuur. | [ 6 ]       |

De PvdA heeft geen partijraad, die is in 1992 afgeschaft. Wel is er een politiek forum dat politieke uitspraken kan doen. Het CDA, dat in het verleden een zeer machtige partijraad had, heeft deze in 2003 ook afgeschaft. D66, dat meer dan de andere partijen partijcongressen houdt, heeft ook geen partijraad. De Partij voor de Vrijheid heeft ook geen partijraad omdat het een stichting is en geen vereniging. De Partij voor de Dieren heeft ook geen partijraad. GroenLinks had tot 2014 een partijraad verkozen door werkgroepen, afdelingen en DWARS. 

## In België
Niet alle partijen in België hebben een partijraad, alhoewel wel veel partijen een orgaan hebben dat hierop lijkt.
In België heeft Open Vld een partijraad. Dit is de "reflectiekamer" van de VLD. Zij bestaat uit partijbestuurders, regeringsfunctionarissen en volksvertegenwoordigers van het federale, gewest-, gemeenschaps- en provinciale niveau. Ook N-VA heeft een partijraad. Deze bestaat uit vertegenwoordigers van afdelingen. Deze stelt de partijleiding aan en controleert deze. De partijraad is tussen partijcongressen het hoogste orgaan.

## Voetnoten
1. 1 2 3  Andeweg, Rudy en Galen Irwin (2002) Governance and Politics in the Netherlands Basingstoke: Palgrave; pp.52-53
2. ↑  partijraad op VVD.nl
3. ↑  partijraad op SP.nl
4. ↑  statuten op SP.nl
5. ↑  Reglementen op ChristenUnie.nl
6. ↑  Partij op SGP.nl
7. ↑  Hippe, J. P. Lucardie en G. Voerman (2004) "Kroniek 2003. Overzicht van de partijpolitieke gebeurtenissen van het jaar 2003" in: Jaarboek 2003 Documentatiecentrum Nederlandse Politieke Partijen Groningen, 2004
8. ↑  Structuur op n-va.nl